# Maria von der Immerwährenden Hilfe (Jerxheim)

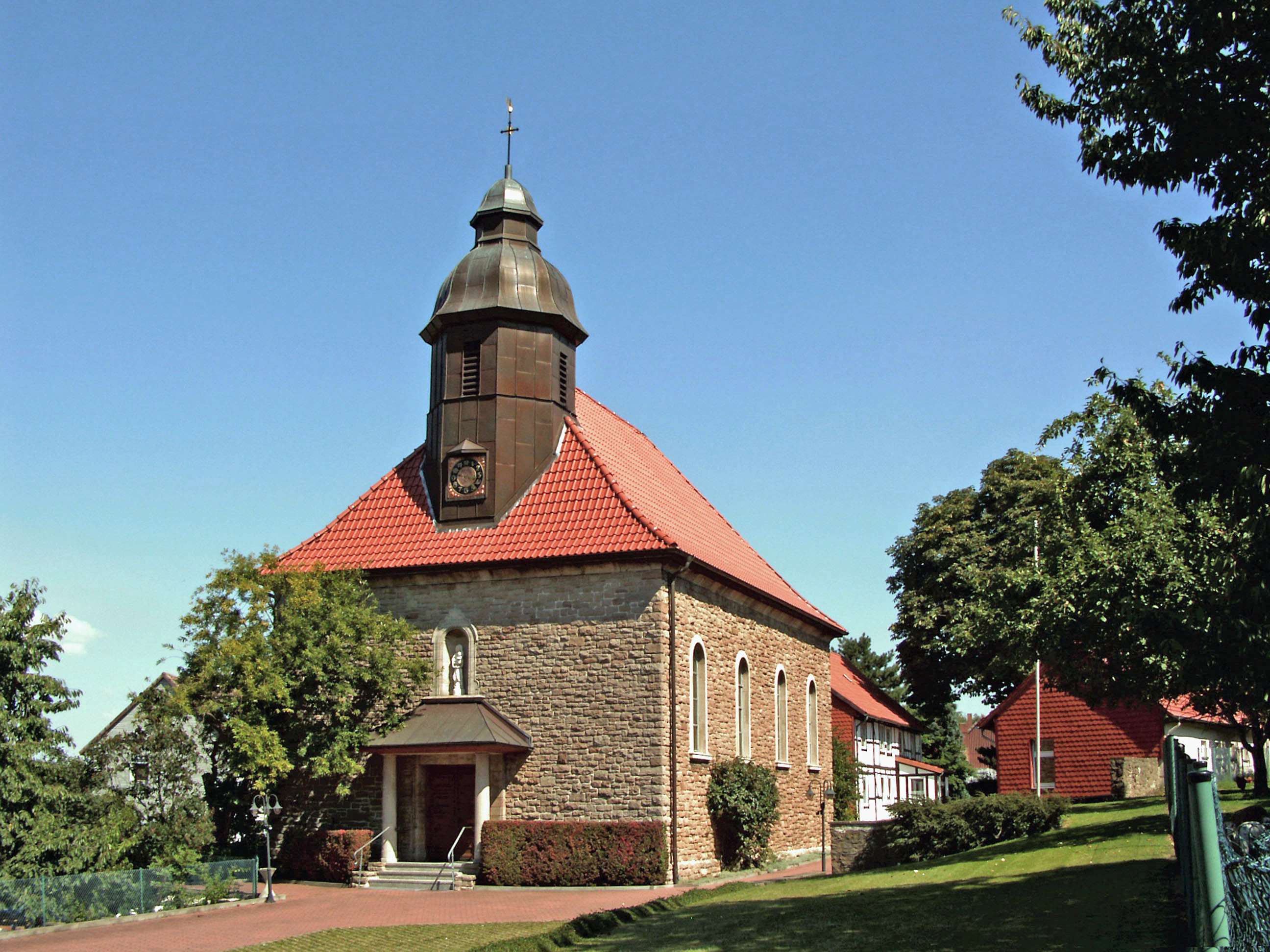
Kirche

Die Kirche Maria von der Immerwährenden Hilfe ist die katholische Kirche in Jerxheim, einer Gemeinde im Süden des Landkreises Helmstedt in Niedersachsen. Sie ist die südlichste Kirche im Dekanat Wolfsburg-Helmstedt und nach dem Marientitel Mutter von der immerwährenden Hilfe benannt. Heute gehört die an der Helmstedter Straße gelegene Kirche zur Schöninger Pfarrgemeinde Maria Hilfe der Christen im Bistum Hildesheim.

## Geschichte
1568 setzte Herzog Julius im Herzogtum Braunschweig-Lüneburg die Reformation durch, infolgedessen wurde die Bevölkerung von Jerxheim evangelisch-lutherisch.
Von Mitte des 19. Jahrhunderts an zogen wieder Katholiken in die Gegend von Jerxheim, vorwiegend Arbeiter, die in der Landwirtschaft oder in den nach dem Bau des Jerxheimer Bahnhofs neu entstandenen Fabriken Beschäftigung fanden. Sie gehörten zunächst zur Pfarrei Helmstedt im Dekanat Braunschweig. In einem Gasthaussaal hielten ab 1877 Priester aus Helmstedt, Hötensleben, Schöningen oder Schöppenstedt katholische Gottesdienste. 1894 wurde in Jerxheim ein katholischer Männerverein gegründet.
1898 begannen die Bemühungen für den Bau einer katholischen Kirche in Jerxheim, und 1913 wurde für diesen Zweck ein Kirchbauverein gegründet. Während des Ersten Weltkriegs wurde der auf dem Windmühlenberg gelegene Kirchbauplatz angekauft.

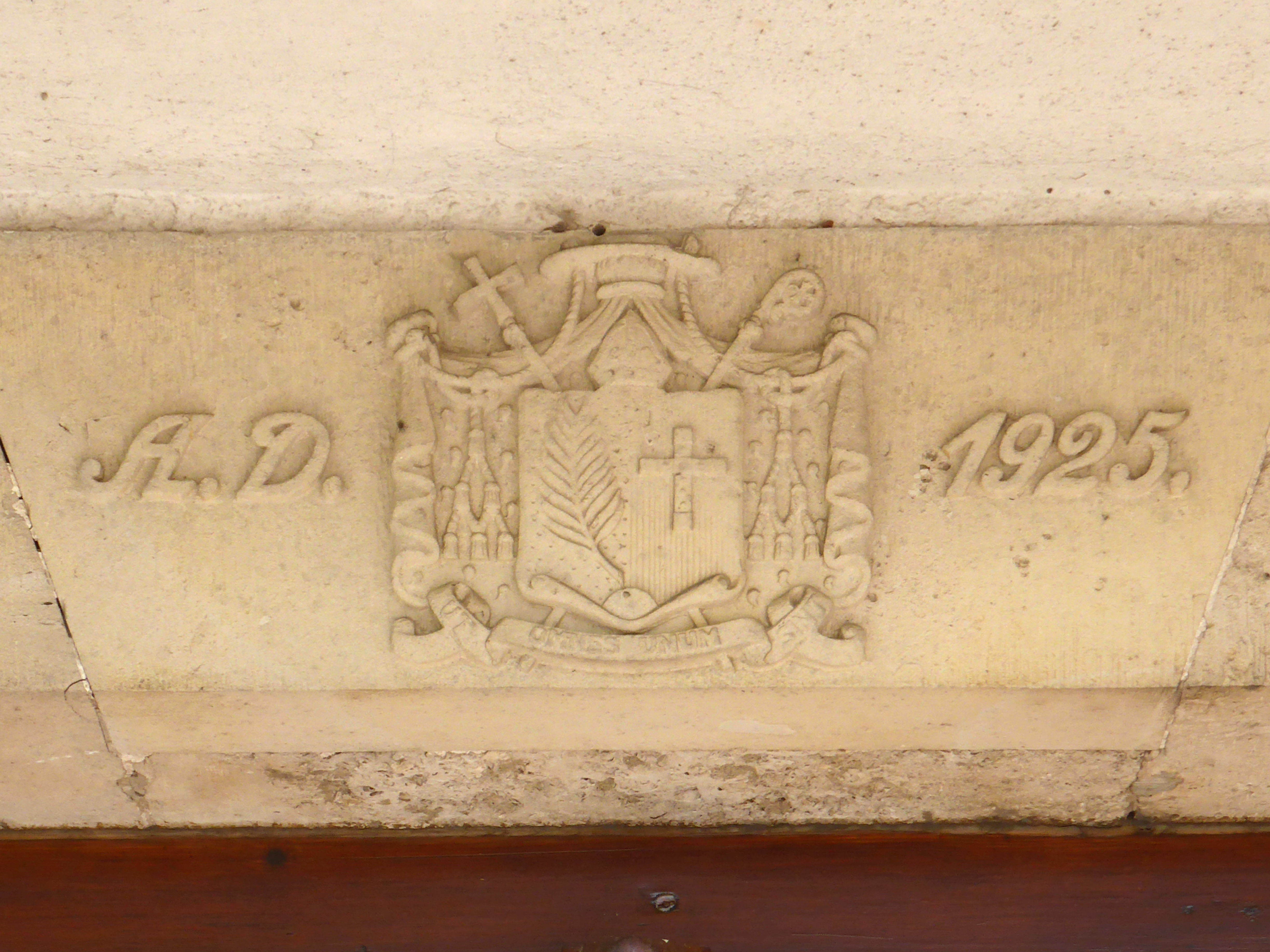
Grundstein mit Bischofswappen von Joseph Ernst

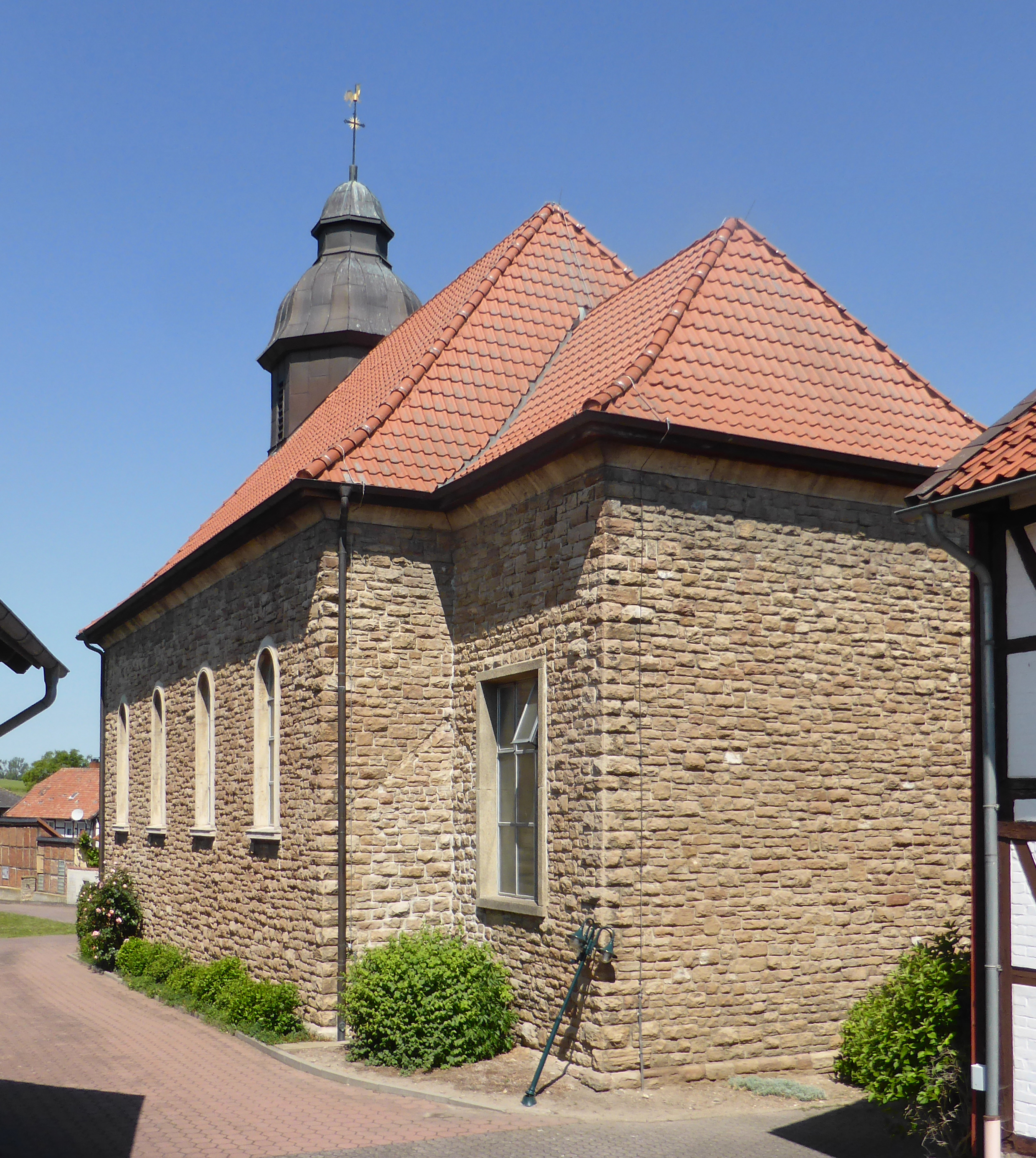
Kirche von Südosten

1925 wurde die Vikarie Jerxheim eingerichtet, und Jerxheim bekam einen eigenen katholischen Geistlichen; zuvor gehörte Jerxheim zum Seelsorgsbezirk Schöppenstedt. Am 2. August 1925 wurde der Grundstein für die neue Kirche gelegt; am 25. April 1926 konsekrierte Bischof Joseph Ernst die Kirche. Zu diesem Zeitpunkt gehörten knapp 500 Gläubige zur Vikarie Jerxheim.
1944 wohnten rund 410 Katholiken im Einzugsgebiet der Kirche, dazu kamen im Spätsommer 1944 noch rund 800 evakuierte Katholiken aus dem Bistum Aachen. Zur seelsorglichen Betreuung der Evakuierten wurde seitens des Bistums Hildesheim am 19. Dezember 1944 die Kuratie „Jerxheim-Land“ gegründet.
Ab 1945 vergrößerte sich die Zahl der Gemeindemitglieder durch den Zuzug von Katholiken infolge der Flucht und Vertreibung Deutscher aus Mittel- und Osteuropa in Jerxheim und Umgebung erheblich. 1948 wurde das in der sowjetischen Besatzungszone gelegene Hessen aus der Vikarie Jerxheim herausgenommen und eine eigene Kuratie Hessen gegründet.
In der Folgezeit verringerte sich durch die wirtschaftlich ungünstige Lage Jerxheims nahe der innerdeutschen Grenze die Bevölkerung und damit auch die Zahl der Katholiken. 1950 gehörten 1640 Katholiken zur Pfarrvikarie, in den folgenden 20 Jahren halbierte sich ihre Zahl. 1958 erfolgten umfangreiche Umbaumaßnahmen in der Kirche und in deren Umfeld. 1975 wurde der Innenraum der Kirche abermals umgestaltet und ein neuer Altar von Weihbischof Heinrich Pachowiak konsekriert. Am 1. Februar 1987 erfolgte die Erhebung der Vikarie zur Kirchengemeinde (Kuratie). 1995/96 fand eine umfangreiche Außen- und Innenrenovierung der Kirche statt, 1998 folgten neue Bänke.
Ab 1996 bestand eine Seelsorgeeinheit mit den Kirchen in Büddenstedt, Offleben und Schöningen. Am 1. März 1998 wurde das Dekanat Helmstedt, zu dem auch die Kirche gehörte, mit dem Dekanat Wolfenbüttel zum neuen Dekanat Helmstedt-Wolfenbüttel zusammengeschlossen. Seit dem 1. November 2006 gehört die Kirche zur Pfarrgemeinde Maria Hilfe der Christen mit Sitz in Schöningen und zum damals neu gegründeten Dekanat Wolfsburg-Helmstedt, das aus den Dekanaten Wolfsburg und dem Helmstedter Teil des Dekanates Helmstedt-Wolfenbüttel entstand. 2008 wurde ein Förderverein gegründet, der den Erhalt der Kirche unterstützt. Am 3. März 2015 wurde die Kirche in Offleben profaniert, am 18. August 2024 folgte die Profanierung der Filialkirche in Büddenstedt.

## Architektur und Ausstattung

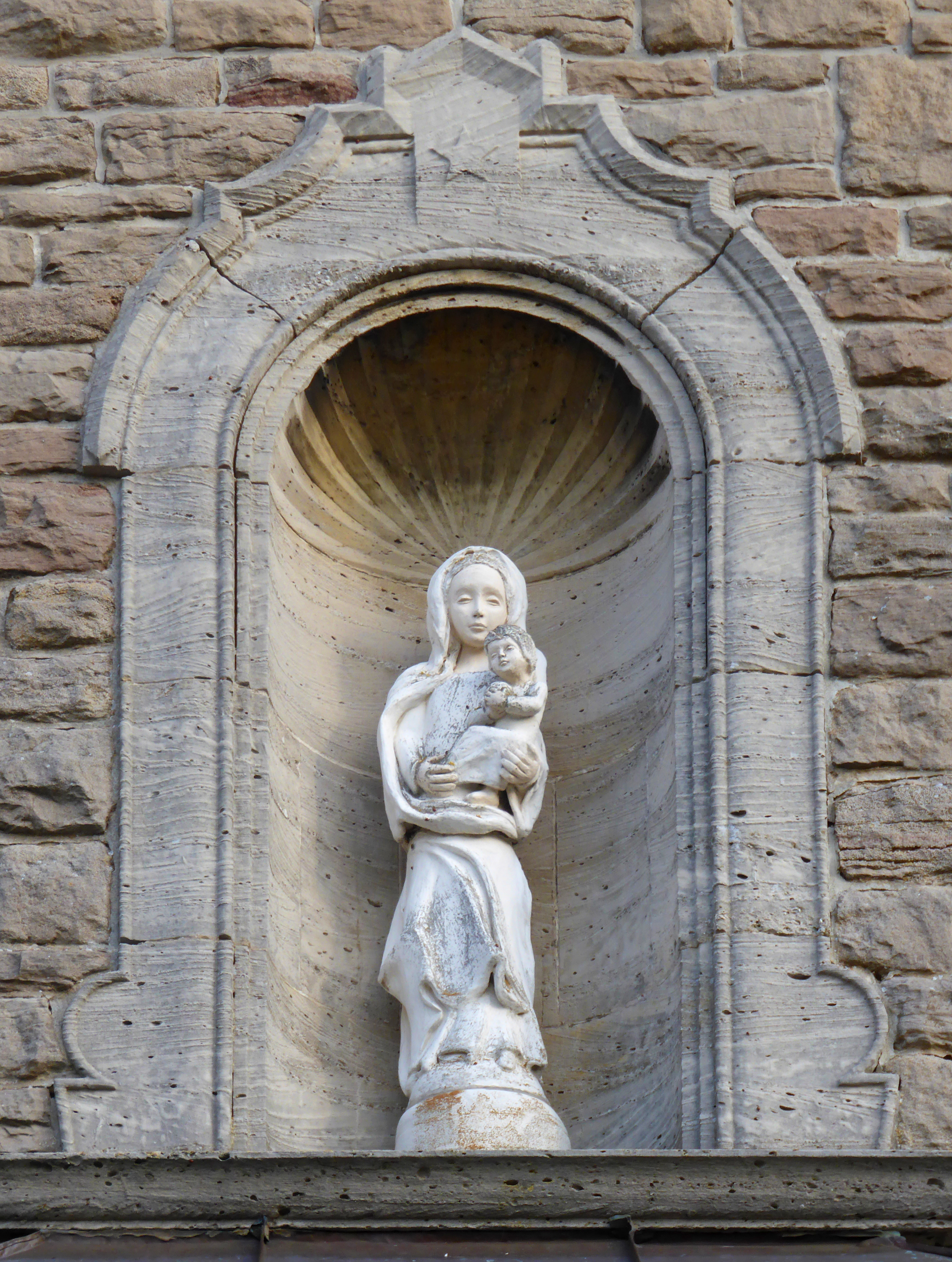
Marienstatue über dem Eingangsportal

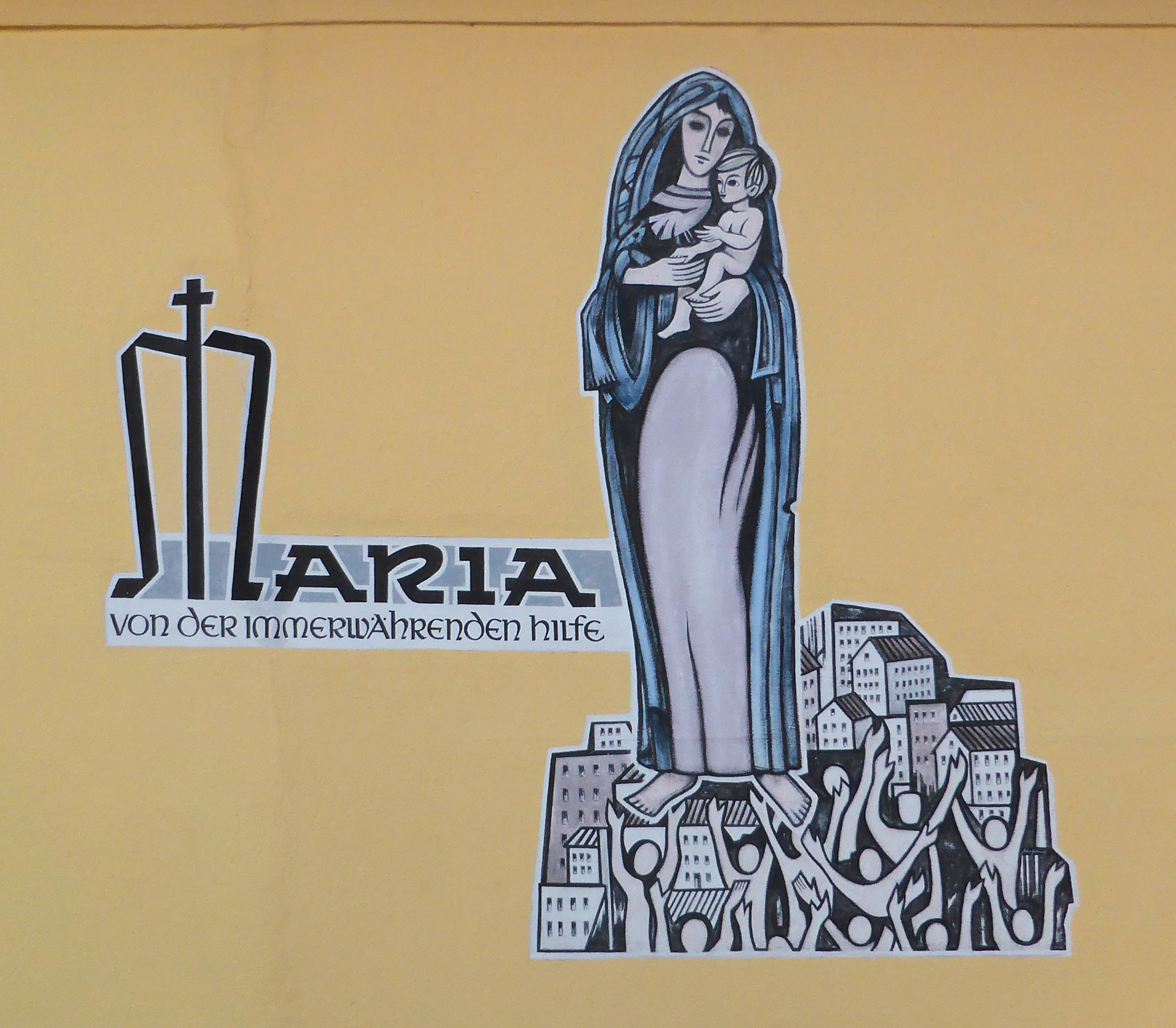
Mariendarstellung am Gemeindehaus

Die geostete Kirche steht in knapp 130 Meter Höhe über dem Meeresspiegel auf einem ehemaligen Mühlengrundstück. Sie wurde aus einheimischem Heeseberger Kalkstein erbaut und verfügt über 120 Sitzplätze. Im Kirchturm befinden sich zwei Glocken, über dem Eingangsportal eine Marienstatue.
An der Rückwand hinter dem Altar ist ein Kruzifix angebracht, darunter der Tabernakel. Links und rechts vom Altarraum stehen Statuen der heiligen Maria und des heiligen Josef, unter der Orgelempore eine weitere Marienstatue, eine Kopie des Gnadenbildes Unserer Lieben Frau von der immerwährenden Hilfe sowie ein Beichtstuhl. Der Gesang der Gottesdienstgemeinde wird von einer elektronischen Orgel begleitet. Die Mariengrotte im Pfarrgarten wurde 1988 errichtet. Das Kirchengrundstück Helmstedter Straße 62 wurde inzwischen geteilt und das ehemalige Pfarrhaus verkauft.